# Liste des réacteurs nucléaires aux États-Unis
La liste des réacteurs nucléaires des États-Unis comprend, début 2024, 93 réacteurs opérationnels répartis dans 58 centrales nucléaires, 1 réacteur en construction et 41 réacteurs mis à l'arrêt définitif ; c'est le plus grand parc nucléaire opérationnel mondial. Cette liste comporte aussi un grand nombre de réacteurs nucléaires de recherche civils et militaires, ainsi que des réacteurs de sous-marins nucléaires et de navires de guerre.
Ces réacteurs électronucléaires appartiennent à la filière des réacteurs à eau pressurisée et à celle des réacteurs à eau bouillante. Ils représentent une puissance nette installée de 96 971 MW, soit 25 % de la puissance électronucléaire disponible dans le monde.
En 2014, les réacteurs nucléaires américains ont produit 797 TWh, soit 20 % de l’électricité produite aux États-Unis, et 33 % de l'électricité d'origine nucléaire produite sur Terre.
Après l’accident nucléaire de la centrale de Three-Mile-Island en 1979, le président Jimmy Carter arrêta le développement de l'énergie nucléaire.
Le programme nucléaire civil est relancé aux États-Unis dans les années 2010, avec le début de la construction des réacteurs AP1000 de Vogtle 3 et 4, en mars et novembre 2013. Le dernier réacteur mis en service aux États-Unis est celui de la centrale nucléaire de Watts Bar, en juin 2016, dans le Tennessee.

## Localisation des centrales nucléaires
| \| Beaver V. Millstone Shoreham Limerick Indian Point Hope Creek Ginna Fitzpatrick Calvert C. TMI Susquehanna Seabrook Salem Pilgrim Peach Bottom Oyster Creek Nine Mile Point Browns Ferry Watts Bar Vogtle Virgil Summer Turkey Point Surry Shearon Harris Sequoyah Ste Lucie Robinson Oconee North Anna McGuire Hatch Farley Crystal River Catawba Brunswick Quad Cities Prairie Island Point Beach Perry Palisades Monticello LaSalle E. Fermi D. Arnold Dresden Donald C. Cook Davis-Besse Clinton Byron Braidwood Wolf Creek Waterford South Texas River Bend Palo Verde Grand Gulf Fort Calhoun Diablo Canyon Cooper Comanche Peak Columbia Callaway Arkansas Nuclear One · \| Localisation des centrales nucléaires aux États-Unis |
| Beaver V. Millstone Shoreham Limerick Indian Point Hope Creek Ginna Fitzpatrick Calvert C. TMI Susquehanna Seabrook Salem Pilgrim Peach Bottom Oyster Creek Nine Mile Point Browns Ferry Watts Bar Vogtle Virgil Summer Turkey Point Surry Shearon Harris Sequoyah Ste Lucie Robinson Oconee North Anna McGuire Hatch Farley Crystal River Catawba Brunswick Quad Cities Prairie Island Point Beach Perry Palisades Monticello LaSalle E. Fermi D. Arnold Dresden Donald C. Cook Davis-Besse Clinton Byron Braidwood Wolf Creek Waterford South Texas River Bend Palo Verde Grand Gulf Fort Calhoun Diablo Canyon Cooper Comanche Peak Columbia Callaway Arkansas Nuclear One ·                                                            |

## Réacteurs électrogènes

### Réacteurs en service
Les caractéristiques de ces réacteurs sont données dans le tableau triable ci-après.
Le rang indique le numéro d'ordre de mise en service de chacun des réacteurs. Par exemple : Beaver Valley-1 a été le 334e réacteur mis en service aux États-Unis. La puissance brute correspond à la puissance délivrée en sortie d'alternateur. La puissance nette correspond à la puissance délivrée sur le réseau et sert d'indicateur en termes de puissance installée.
| Centrale nucléaire | État             | Nom du réacteur     | Rg  | Type | Modèle         | Puissance [MW] | Puissance [MW] | Puissance [MW] | Exploitant | Construct.       | Début constr.  | Raccord. au réseau | Mise en service comm. |
| Centrale nucléaire | État             | Nom du réacteur     | Rg  | Type | Modèle         | therm. (MWt)   | brute (MWe)    | nette (MWe)    | Exploitant | Construct.       | Début constr.  | Raccord. au réseau | Mise en service comm. |
| ------------------ | ---------------- | ------------------- | --- | ---- | -------------- | -------------- | -------------- | -------------- | ---------- | ---------------- | -------------- | ------------------ | --------------------- |
| Beaver Valley      | Pennsylvanie     | BEAVER VALLEY-1     | 334 | REP  | W (3-loop)     | 2 689          | 923            | 892            | FENOC      | Westinghouse     | juin 1970      | juin 1976          | octobre 1976          |
| Beaver Valley      | Pennsylvanie     | BEAVER VALLEY-2     | 412 | REP  | W (3-loop)     | 2 689          | 923            | 846            | FENOC      | Westinghouse     | mai 1974       | août 1987          | novembre 1987         |
| Calvert Cliffs     | Maryland         | CALVERT CLIFFS-1    | 317 | REP  | CE (2-loop) (D | 2 700          | 918            | 873            | CCNPP      | CE               | juillet 1969   | janvier 1975       | mai 1975              |
| Calvert Cliffs     | Maryland         | CALVERT CLIFFS-2    | 318 | REP  | CE (2-loop) (D | 2 700          | 911            | 862            | CCNPP      | CE               | juillet 1969   | décembre 1976      | avril 1977            |
| Fitzpatrick        | New York         | Fitzpatrick         | 333 | REB  | BWR-4 (Mark 1) | 2 536          | 882            | 854            | ENTERGY    | General Electric | mai 1970       | février 1975       | juillet 1975          |
| Ginna              | New York         | R.E. GINNA          | 244 | REP  | W (2-loop)     | 1 775          | 608            | 580            | CCNPP      | Westinghouse     | avril 1966     | décembre 1969      | juillet 1970          |
| Hope Creek         | New Jersey       | Hope Creek-1        | 354 | REB  | BWR-4 (Mark 1) | 3 339          | 1 376          | 1 161          | PSEG       | General Electric | mars 1976      | août 1986          | décembre 1986         |
| Indian Point       | New York         | INDIAN POINT-3      | 286 | REP  | W (4-loop) DRY | 3 216          | 1 065          | 1 040          | ENTERGY    | Westinghouse     | août 1969      | avril 1976         | août 1976             |
| Limerick           | Pennsylvanie     | Limerick-1          | 352 | REB  | BWR-4 (Mark 2) | 3 458          | 1 194          | 1 130          | EXELON     | General Electric | juin 1974      | avril 1985         | février 1986          |
| Limerick           | Pennsylvanie     | Limerick-2          | 353 | REB  | BWR-4 (Mark 2) | 3 458          | 1 194          | 1 134          | EXELON     | General Electric | juin 1974      | septembre 1989     | janvier 1990          |
| Millstone          | New York         | MILLSTONE-2         | 336 | REP  | COMB CE DRYAMB | 2 700          | 910            | 877            | DOMIN      | CE               | décembre 1970  | novembre 1975      | décembre 1975         |
| Millstone          | New York         | MILLSTONE-3         | 423 | REP  | W (4-loop) DRY | 3 411          | 1 253          | 1 137          | DOMIN      | Westinghouse     | août 1974      | février 1986       | avril 1986            |
| Nine Mile Point    | New York         | Nine Mile Point-1   | 220 | REB  | BWR-2 (Mark 1) | 1 850          | 642            | 621            | NMPNSLLC   | General Electric | avril 1965     | novembre 1969      | décembre 1969         |
| Nine Mile Point    | New York         | Nine Mile Point-2   | 410 | REB  | BWR-5 (Mark 2) | 3 467          | 1 205          | 1 142          | NMPNSLLC   | General Electric | juin 1974      | août 1987          | mars 1988             |
| Oyster Creek       | New Jersey       | Oyster Creek        | 219 | REB  | BWR-2 (Mark 1) | 1 930          | 652            | 614            | AMERGENE   | General Electric | décembre 1964  | septembre 1969     | décembre 1969         |
| Peach Bottom       | Pennsylvanie     | Peach Bottom-2      | 277 | REB  | BWR-4 (Mark 1) | 3 514          | 1 171          | 1 112          | EXELON     | General Electric | janvier 1968   | février 1974       | juillet 1974          |
| Peach Bottom       | Pennsylvanie     | Peach Bottom-3      | 278 | REB  | BWR-4 (Mark 1) | 3 514          | 1 171          | 1 112          | EXELON     | General Electric | janvier 1968   | septembre 1974     | décembre 1974         |
| Pilgrim            | Massachusetts    | Pilgrim-1           | 293 | REB  | BWR-3 (Mark 1) | 2 028          | 711            | 684            | ENTERGY    | General Electric | août 1968      | juillet 1972       | décembre 1972         |
| Salem              | New Jersey       | SALEM-1             | 272 | REP  | W (4-loop) DRY | 3 459          | 1 228          | 1 174          | PSEGPOWR   | Westinghouse     | septembre 1968 | décembre 1976      | juin 1977             |
| Salem              | New Jersey       | SALEM-2             | 311 | REP  | W (4-loop) DRY | 3 459          | 1 170          | 1 158          | PSEGPOWR   | Westinghouse     | septembre 1968 | juin 1981          | octobre 1981          |
| Seabrook           | New Hampshire    | SEABROOK-1          | 443 | REP  | W (4-loop) DRY | 3 587          | 1 296          | 1 245          | FPL        | Westinghouse     | juillet 1976   | mai 1990           | août 1990             |
| Susquehanna        | Pennsylvanie     | Susquehanna-1       | 387 | REB  | BWR-4 (Mark 2) | 3 489          | 1 199          | 1 185          | PP&L       | General Electric | novembre 1973  | novembre 1982      | juin 1983             |
| Susquehanna        | Pennsylvanie     | Susquehanna-2       | 388 | REB  | BWR-4 (Mark 2) | 3 489          | 1 204          | 1 140          | PP&L       | General Electric | novembre 1973  | juillet 1984       | février 1985          |
| Three Mile Island  | Pennsylvanie     | THREE MILE ISLAND-1 | 289 | REP  | B&W (L-loop)   | 2 568          | 837            | 786            | AMERGENE   | B&W              | mai 1968       | juin 1974          | septembre 1974        |
| Browns Ferry       | Alabama          | Browns Ferry-1      | 259 | REB  | BWR-4          | 3 458          | 1 152          | 1 065          | TVA        | General Electric | mai 1967       | octobre 1973       | août 1974             |
| Browns Ferry       | Alabama          | Browns Ferry-2      | 260 | REB  | BWR-4 (Mark 1) | 3 458          | 1 155          | 1 103          | TVA        | General Electric | mai 1967       | août 1974          | mars 1975             |
| Browns Ferry       | Alabama          | Browns Ferry-3      | 296 | REB  | BWR-4 (Mark 1) | 3 458          | 1 400          | 1 104          | TVA        | General Electric | juillet 1968   | septembre 1976     | mars 1977             |
| Brunswick          | Caroline du Nord | Brunswick-1         | 325 | REB  | BWR-4 (Mark 1) | 2 923          | 990            | 938            | PROGENGC   | General Electric | février 1970   | décembre 1976      | mars 1977             |
| Brunswick          | Caroline du Nord | Brunswick-2         | 324 | REB  | BWR-4 (Mark 1) | 2 923          | 989            | 920            | PROGENGC   | General Electric | février 1970   | avril 1975         | novembre 1975         |
| Catawba            | Caroline du Sud  | CATAWBA-1           | 413 | REP  | W (4-loop) (IC | 3 411          | 1 188          | 1 129          | DUKE       | Westinghouse     | août 1975      | janvier 1985       | juin 1985             |
| Catawba            | Caroline du Sud  | CATAWBA-2           | 414 | REP  | W (4-loop) (IC | 3 411          | 1 188          | 1 129          | DUKE       | Westinghouse     | août 1975      | mai 1986           | août 1986             |
| Crystal River      | Floride          | CRYSTAL RIVER-3     | 302 | REP  | B&W (L-loop)   | 2 568          | 890            | 860            | PROGRESS   | B&W              | septembre 1968 | janvier 1977       | mars 1977             |
| Farley             | Alabama          | FARLEY-1            | 348 | REP  | W (3-loop)     | 2 775          | 895            | 851            | ALP        | Westinghouse     | août 1972      | août 1977          | décembre 1977         |
| Farley             | Alabama          | FARLEY-2            | 364 | REP  | W (3-loop) DRY | 2 775          | 905            | 860            | ALP        | Westinghouse     | août 1972      | mai 1981           | juillet 1981          |
| Hatch              | Géorgie          | Hatch-1             | 321 | REB  | BWR-4 (Mark 1) | 2 804          | 898            | 876            | SOUTH      | General Electric | septembre 1969 | novembre 1974      | décembre 1975         |
| Hatch              | Géorgie          | Hatch-2             | 366 | REB  | BWR-4 (Mark 1) | 2 804          | 921            | 883            | SOUTH      | General Electric | décembre 1972  | septembre 1978     | septembre 1979        |
| McGuire            | Caroline du Nord | MCGUIRE-1           | 369 | REP  | W (4-loop) ICE | 3 411          | 1 158          | 1 100          | DUKE       | Westinghouse     | février 1973   | septembre 1981     | décembre 1981         |
| McGuire            | Caroline du Nord | MCGUIRE-2           | 370 | REP  | W (4-loop) (IC | 3 411          | 1 158          | 1 100          | DUKE       | Westinghouse     | février 1973   | mai 1983           | mars 1984             |
| North Anna         | Virginie         | NORTH ANNA-1        | 338 | REP  | W (3-loop)     | 2 893          | 973            | 903            | VEPCO      | Westinghouse     | février 1971   | avril 1978         | juin 1978             |
| North Anna         | Virginie         | NORTH ANNA-2        | 339 | REP  | W (3-loop)     | 2 893          | 958            | 903            | VEPCO      | Westinghouse     | février 1971   | août 1980          | décembre 1980         |
| Oconee             | Caroline du Sud  | OCONEE-1            | 269 | REP  | B&W (L-loop)   | 2 568          | 891            | 846            | DUKE       | B&W              | novembre 1967  | mai 1973           | juillet 1973          |
| Oconee             | Caroline du Sud  | OCONEE-2            | 270 | REP  | B&W (L-loop)   | 2 568          | 891            | 846            | DUKE       | B&W              | novembre 1967  | décembre 1973      | septembre 1974        |
| Oconee             | Caroline du Sud  | OCONEE-3            | 287 | REP  | B&W (L-loop)   | 2 568          | 891            | 846            | DUKE       | B&W              | novembre 1967  | septembre 1974     | décembre 1974         |
| H.B. Robinson      | Caroline du Sud  | H.B. ROBINSON-2     | 261 | REP  | W (3-loop) DRY | 2 339          | 745            | 710            | PROGRESS   | Westinghouse     | avril 1967     | septembre 1970     | mars 1971             |
| St. Lucie          | Floride          | ST. LUCIE-1         | 335 | REP  | COMB CE DRYAMB | 2 700          | 883            | 839            | FPL        | CE               | juillet 1970   | mai 1976           | décembre 1976         |
| St. Lucie          | Floride          | ST. LUCIE-2         | 389 | REP  | COMB CE DRYAMB | 2 700          | 883            | 839            | FPL        | CE               | mai 1977       | juin 1983          | août 1983             |
| Sequoyah           | Tennessee        | SEQUOYAH-1          | 327 | REP  | W (4-loop) ICE | 3 411          | 1 221          | 1 148          | TVA        | Westinghouse     | mai 1970       | juillet 1980       | juillet 1981          |
| Sequoyah           | Tennessee        | SEQUOYAH-2          | 328 | REP  | W (4-loop) (IC | 3 411          | 1 221          | 1 126          | TVA        | Westinghouse     | mai 1970       | décembre 1981      | juin 1982             |
| Shearon Harris     | Caroline du Nord | SHEARON HARRIS-1    | 400 | REP  | W (3-loop) DRY | 2 900          | 960            | 900            | PROGENGC   | Westinghouse     | janvier 1978   | janvier 1987       | mai 1987              |
| Surry              | Virginie         | SURRY-1             | 280 | REP  | W (3-loop) DRY | 2 546          | 848            | 799            | VEPCO      | Westinghouse     | juin 1968      | juillet 1972       | décembre 1972         |
| Surry              | Virginie         | SURRY-2             | 281 | REP  | W (3-loop) DRY | 2 546          | 848            | 799            | VEPCO      | Westinghouse     | juin 1968      | mars 1973          | mai 1973              |
| Turkey Point       | Floride          | TURKEY POINT-3      | 250 | REP  | W (3-loop) DRY | 2 300          | 729            | 693            | FPL        | Westinghouse     | avril 1967     | novembre 1972      | décembre 1972         |
| Turkey Point       | Floride          | TURKEY POINT-4      | 251 | REP  | W (3-loop) DRY | 2 300          | 729            | 693            | FPL        | Westinghouse     | avril 1967     | juin 1973          | septembre 1973        |
| Virgil Summer      | Caroline du Nord | VIRGIL C. SUMMER-1  | 395 | REP  | W (3-loop) DRY | 2 900          | 1 003          | 966            | SCEG       | Westinghouse     | mars 1973      | novembre 1982      | janvier 1984          |
| Vogtle             | Géorgie          | VOGTLE-1            | 424 | REP  | W (4-loop) DRY | 3 565          | 1 203          | 1 150          | SOUTH      | Westinghouse     | août 1976      | mars 1987          | juin 1987             |
| Vogtle             | Géorgie          | VOGTLE-2            | 425 | REP  | W (4-loop) DRY | 3 565          | 1 202          | 1 152          | SOUTH      | Westinghouse     | août 1976      | avril 1989         | mai 1989              |
| Watts Bar          | Tennessee        | WATTS BAR-1         | 390 | REP  | W (4-loop) (IC | 3 459          | 1 202          | 1 123          | TVA        | Westinghouse     | janvier 1973   | février 1996       | mai 1996              |
| Braidwood          | Illinois         | BRAIDWOOD-1         | 456 | REP  | W (4-loop)     | 3 587          | 1 240          | 1 178          | EXELON     | Westinghouse     | décembre 1975  | juillet 1987       | juillet 1988          |
| Braidwood          | Illinois         | BRAIDWOOD-2         | 457 | REP  | W (4-loop) DRY | 3 587          | 1 213          | 1 152          | EXELON     | Westinghouse     | décembre 1975  | mai 1988           | octobre 1988          |
| Byron              | Illinois         | BYRON-1             | 454 | REP  | W (4-loop) (DR | 3 587          | 1 225          | 1 164          | EXELON     | Westinghouse     | décembre 1975  | mars 1985          | septembre 1985        |
| Byron              | Illinois         | BYRON-2             | 455 | REP  | W (4-Loop) (DR | 3 587          | 1 196          | 1 136          | EXELON     | Westinghouse     | décembre 1975  | février 1987       | août 1987             |
| Clinton            | Illinois         | Clinton-1           | 461 | REB  | BWR-6 (Mark 3) | 3 473          | 1 098          | 1 043          | AMERGENE   | General Electric | février 1976   | avril 1987         | novembre 1987         |
| Davis Besse        | Ohio             | DAVIS BESSE-1       | 346 | REP  | B&W (R-loop)   | 2 772          | 925            | 879            | FENOC      | B&W              | mars 1971      | août 1977          | juillet 1978          |
| Donald Cook        | Michigan         | DONALD COOK-1       | 315 | REP  | W (4-loop) ICE | 3 304          | 1 077          | 1 009          | IMPCO      | Westinghouse     | mars 1969      | février 1975       | août 1975             |
| Donald Cook        | Michigan         | DONALD COOK-2       | 316 | REP  | W (4-loop) ICE | 3 468          | 1 133          | 1 060          | IMPCO      | Westinghouse     | mars 1969      | mars 1978          | juillet 1978          |
| Dresden            | Illinois         | Dresden-2           | 237 | REB  | BWR-3 (Mark 1) | 2 527          | 913            | 867            | EXELON     | General Electric | janvier 1966   | avril 1970         | juin 1970             |
| Dresden            | Illinois         | Dresden-3           | 249 | REB  | BWR-3 (Mark 1) | 2 527          | 913            | 867            | EXELON     | General Electric | octobre 1966   | juillet 1971       | novembre 1971         |
| Duane Arnold       | Iowa             | Duane Arnold-1      | 331 | REB  | BWR-4 (Mark 1) | 1 912          | 614            | 579            | FPLDUANE   | General Electric | juin 1970      | mai 1974           | février 1975          |
| Enrico Fermi       | Michigan         | Enrico Fermi-2      | 341 | REB  | BWR-4 (Mark 1) | 3 430          | 1 154          | 1 122          | DETED      | General Electric | septembre 1972 | septembre 1986     | janvier 1988          |
| LaSalle County     | Illinois         | LaSalle-1           | 373 | REB  | BWR-5 (Mark 2) | 3 489          | 1 177          | 1 118          | EXELON     | General Electric | septembre 1973 | septembre 1982     | janvier 1984          |
| LaSalle County     | Illinois         | LaSalle-2           | 374 | REB  | BWR-5 (Mark 2) | 3 489          | 1 179          | 1 120          | EXELON     | General Electric | septembre 1973 | avril 1984         | octobre 1984          |
| Monticello         | Minnesota        | Monticello          | 263 | REB  | BWR-3          | 1 775          | 600            | 572            | NORTHERN   | General Electric | juin 1967      | mars 1971          | juin 1971             |
| Palisades          | Michigan         | PALISADES           | 255 | REP  | CE (2-loop) DR | 2 565          | 842            | 778            | CONSENEC   | CE               | mars 1967      | décembre 1971      | décembre 1971         |
| Perry              | Ohio             | Perry-1             | 440 | REB  | BWR-6 (Mark 3) | 3 758          | 1 303          | 1 245          | FENOC      | General Electric | mai 1977       | décembre 1986      | novembre 1987         |
| Point Beach        | Wisconsin        | POINT BEACH-1       | 266 | REP  | W (2-loop) DRY | 1 540          | 543            | 510            | WEP        | Westinghouse     | juillet 1967   | novembre 1970      | décembre 1970         |
| Point Beach        | Wisconsin        | POINT BEACH-2       | 301 | REP  | W (2-loop) DRY | 1 540          | 545            | 516            | WEP        | Westinghouse     | juillet 1968   | août 1972          | octobre 1972          |
| Prairie Island     | Minnesota        | PRAIRIE ISLAND-1    | 282 | REP  | W (2-loop) DRY | 1 650          | 566            | 551            | NORTHERN   | Westinghouse     | juin 1968      | décembre 1973      | décembre 1973         |
| Prairie Island     | Minnesota        | PRAIRIE ISLAND-2    | 306 | REP  | W (2-loop) DRY | 1 650          | 640            | 545            | NMC        | Westinghouse     | juin 1969      | décembre 1974      | décembre 1974         |
| Quad Cities        | Illinois         | Quad Cities-1       | 254 | REB  | BWR-3 (Mark 1) | 2 957          | 913            | 867            | EXELON     | General Electric | février 1967   | avril 1972         | février 1973          |
| Quad Cities        | Illinois         | Quad Cities-2       | 265 | REB  | BWR-3 (Mark 1) | 2 511          | 913            | 867            | EXELON     | General Electric | février 1967   | mai 1972           | mars 1973             |
| Arkansas One       | Arkansas         | ARKANSAS ONE-1      | 313 | REP  | B&W (L-loop) D | 2 568          | 880            | 842            | ENTGARKS   | B&W              | décembre 1968  | août 1974          | décembre 1974         |
| Arkansas One       | Arkansas         | ARKANSAS ONE-2      | 368 | REP  | CE (2-loop) DR | 3 026          | 1 040          | 997            | ENTERGY    | CE               | décembre 1968  | décembre 1978      | mars 1980             |
| Callaway           | Missouri         | CALLAWAY-1          | 483 | REP  | W (4-loop) DRY | 3 565          | 1 236          | 1 190          | AMERGENE   | Westinghouse     | avril 1976     | octobre 1984       | décembre 1984         |
| Columbia           | Washington       | Columbia            | 397 | REB  | BWR-5 (Mark 2) | 3 486          | 1 200          | 1 131          | ENERGYNW   | General Electric | février 1972   | mai 1984           | décembre 1984         |
| Comanche Peak      | Texas            | COMANCHE PEAK-1     | 445 | REP  | W (4-loop) DRY | 3 458          | 1 189          | 1 209          | TXU        | Westinghouse     | décembre 1974  | avril 1990         | août 1990             |
| Comanche Peak      | Texas            | COMANCHE PEAK-2     | 446 | REP  | W (4-loop) DRY | 3 458          | 1 189          | 1 158          | TXU        | Westinghouse     | décembre 1974  | avril 1993         | août 1993             |
| Cooper             | Nebraska         | Cooper              | 298 | REB  | BWR-4 (Mark 1) | 2 381          | 801            | 769            | NPPD       | General Electric | juin 1968      | mai 1974           | juillet 1974          |
| Diablo Canyon      | Californie       | DIABLO CANYON-1     | 275 | REP  | W (4-loop)     | 3 338          | 1 136          | 1 122          | PGE        | Westinghouse     | avril 1968     | novembre 1984      | mai 1985              |
| Diablo Canyon      | Californie       | DIABLO CANYON-2     | 323 | REP  | W (4-loop)     | 3 411          | 1 164          | 1 118          | PGE        | Westinghouse     | décembre 1970  | octobre 1985       | mars 1986             |
| Fort Calhoun       | Nebraska         | FORT CALHOUN-1      | 285 | REP  | CE (2-loop)    | 1 500          | 512            | 482            | OPPD       | CE               | juin 1968      | août 1973          | septembre 1973        |
| Grand Gulf         | Mississippi      | Grand Gulf-1        | 416 | REB  | BWR-6 (Mark 3) | 3 833          | 1 333          | 1 259          | ENTERGY    | General Electric | septembre 1974 | octobre 1984       | juillet 1985          |
| Palo Verde         | Arizona          | PALO VERDE-1        | 528 | REP  | CE (2-loop) DR | 3 990          | 1 414          | 1 311          | AZPSCO     | CE               | mai 1976       | juin 1985          | janvier 1986          |
| Palo Verde         | Arizona          | PALO VERDE-2        | 529 | REP  | COMB CE80 DRYA | 3 990          | 1 414          | 1 314          | AZPSCO     | CE               | juin 1976      | mai 1986           | septembre 1986        |
| Palo Verde         | Arizona          | PALO VERDE-3        | 530 | REP  | COMB CE80 DRYA | 3 990          | 1 346          | 1 317          | AZPSCO     | CE               | juin 1976      | novembre 1987      | janvier 1988          |
| River Bend         | Louisiane        | River Bend-1        | 458 | REB  | BWR-6 (Mark 3) | 3 091          | 1 036          | 978            | ENTGS      | General Electric | mars 1977      | décembre 1985      | juin 1986             |
| South Texas        | Texas            | SOUTH TEXAS-1       | 498 | REP  | W (4-loop)     | 3 853          | 1 354          | 1 280          | STP        | Westinghouse     | décembre 1975  | mars 1988          | août 1988             |
| South Texas        | Texas            | SOUTH TEXAS-2       | 499 | REP  | W (4-loop) DRY | 3 853          | 1 354          | 1 280          | STP        | Westinghouse     | décembre 1975  | avril 1989         | juin 1989             |
| Waterford          | Louisiane        | WATERFORD-3         | 382 | REP  | CE (2-loop)    | 3 716          | 1 200          | 1 176          | ENTERGY    | CE               | novembre 1974  | mars 1985          | septembre 1985        |
| Wolf Creek         | Kansas           | WOLF CREEK          | 482 | REP  | W (4-loop)     | 3 565          | 1 213          | 1 160          | KGECO      | Westinghouse     | mai 1977       | juin 1985          | septembre 1985        |

### Réacteurs mis à l'arrêt définitif
- Shippingport, Pennsylvanie (arrêté en 1982 et démantelé)
- Centrale nucléaire de Shoreham, New York (arrêtée en 1989)
- Centrale nucléaire de Yankee Rowe, Massachusetts (arrêtée en 1992, démantèlement achevé en 2007)
- Centrale nucléaire de Connecticut Yankee (arrêtée en 1996, démantèlement achevé en 2004)
- Centrale nucléaire de Maine Yankee (arrêtée en 1997, démantèlement achevé en 2005)
- Centrale nucléaire de Vermont Yankee (arrêté en 2014)
- Indian Point 1 (arrêté en 1974) et Indian Point 2 (arrêté en avril 2020)
- Centrale nucléaire de Pathfinder, Dakota du Sud (arrêté en 1967)
- Fort Saint-Vrain, Colorado (arrêtée en 1989, convertie au gaz naturel)
- Humboldt Bay, Californie (arrêtée en 1976)
- Rancho Seco, Californie (fermée en 1989 après un vote public)
- Vallecitos, Californie (fermée en 1963)
- Trojan, Oregon (arrêtée en 1993)
- San Onofre, Californie (arrêtée en 2012 après de multiples incidents)
- Bellefonte, Alabama (inachevée)
- Centrale nucléaire de Piqua, Ohio (arrêtée en 1966)
- Centrale nucléaire de Big Rock Point, Northern Michigan (déclassement à la fin des années 1990)
- Centrale nucléaire de La Crosse, Wisconsin (arrêtée en 1983)
- Centrale nucléaire de Zion, Illinois (arrêtée en 1998)
- Centrale nucléaire de Kewaunee, Wisconsin (arrêtée le 7 mai 2013)

En outre, la centrale nucléaire de Satsop (État de Washington), construite à partir de 1977, n'a jamais été mise en service.

## Autres réacteurs nucléaires

### Réacteurs nucléaires militaires
L'armée américaine a développé de nombreux réacteurs nucléaires, notamment sur les sites suivants :
- Laboratoire national de Hanford, Washington
- Savannah River Site, Caroline du Nord

### Réacteurs nucléaires navals
La marine de guerre des États-Unis (US Navy) a conçu, construit ou utilisé une trentaine de réacteurs nucléaires navals. Vingt d'entre eux ont été conçus pour propulser des sous-marins, cinq pour des porte-avions, deux pour des contre-torpilleurs et un pour un croiseur.

### Réacteurs nucléaires de recherche
Les États-Unis ont construit plus d'une centaine de réacteurs nucléaires, notamment dans les centres de recherche suivants :
- Laboratoire national d'Argonne, Illinois
- Laboratoire national de Hanford, Washington
- Laboratoire national de l'Idaho, Idaho
- Laboratoire national de Rocky Flats, Colorado
- Laboratoire national de Brookhaven, New York
- Laboratoire national de Los Alamos, Nouveau-Mexique
- Site d'essais du Nevada, Nevada
- Laboratoire national d'Oak Ridge, Tennessee
- Savannah River Site, Caroline du Sud
- Southwest Experimental Fast Oxide Reactor (SEFOR), Arkansas
- Institut de Radiobiologie des Forces Armées, Maryland
- San Ramon, Californie

#### Réacteurs de recherche arrêtés
- Laboratoire d'essais de Santa Susana, Californie

### Acronymes
1. ↑  FENOC : First Energy Nuclear Operating Co.
2. ↑  CNPP : Calvert Cliffs Nuclear Power Plant Inc.
3. ↑  CE : Combustion Engineering Co
4. ↑  ENTERGY : Entergy Nuclear
5. ↑  PSEG : Public Service Electric & Gas Co.
6. ↑  EXELON : Exelon Generation
7. ↑  DOMIN : Dominion Virginia Power
8. ↑  NMPNSLLC : Nine Mile Point Nuclear Station, Llc
9. ↑  AMERGENE : Amergen Energy Generating Co.
10. ↑  PSEGPOWR : Pseg Power, Inc.
11. ↑  FPL : Florida Power & Light Co.
12. ↑  PP&L : Pennsylvania Power & Light Co.
13. ↑  B&W : Babcock & Wilcox Co.
14. ↑  TVA : Tennessee Valley Authority